# Kamsé (Barsalogho)
Pour les articles homonymes, voir Kamsé.
Ne doit pas être confondu avec Kamsé-Peulh.
Kamsé est une localité située dans le département de Barsalogho de la province du Sanmatenga dans la région Centre-Nord au Burkina Faso.

## Géographie
Kamsé se situe sur la rive gauche du lac de Basma, à 5 km au nord de ce village, à environ 16 km au sud de Barsalogho, le chef-lieu du département, et à environ 25 km au nord de Kaya.

## Économie
L'économie de Kamsé repose essentiellement sur l'agriculture permise par l'irrigation rendue possible par le lac de retenue du barrage de Basma.

## Éducation et santé
Le centre de soins le plus proche de Kamsé est le centre de santé et de promotion sociale (CSPS) de Basma tandis que le centre hospitalier régional (CHR) se trouve à Kaya.
Kamsé possède une école primaire privée.